# Veenmol
De veenmol (Gryllotalpa gryllotalpa) is een insect uit de familie veenmollen (Gryllotalpidae lat gryllus = krekel, talpa = mol). Andere namen zijn aardkrekel of molkrekel, maar krekels en veenmollen behoren niet tot dezelfde familie. Wel behoren beide tot dezelfde onderorde, de Ensifera.

## Uiterlijke kenmerken
Mannetjes worden 35 tot 45 millimeter lang, vrouwtjes 45 tot 70 millimeter. In tegenstelling tot vrijwel alle andere sprinkhanen en krekels hebben de vrouwtjes geen legboor. Ze zijn van de mannetjes te onderscheiden doordat ze groter worden, ook is de vleugeladering anders.
Het uiterlijk is ongewoon; een krekelachtig achterlijf met twee uitsteeksels (cerci), die dienen als tastorgaan en niet gebruikt kunnen worden om te steken. Onmiskenbaar is de sterk gepantserde voorzijde en met name de grote, krachtige voorpoten met opvallende klauwen. De vleugels hebben, als ze in rust zijn gevouwen, iets weg van een doorn op het midden van de rug. De schenen van de voorpoten zijn sterk verbreed en hebben vingerachtige doorns. De voorpoten lijken wat op die van een echte mol. Deze klauwen dienen om snel te graven, want de veenmol leidt een grotendeels ondergronds bestaan. Er wordt een gangenstelsel gegraven en naar voedsel gezocht net onder het oppervlak. Objecten als stenen en stammen worden gebruikt om onder te schuilen. Veenmollen kunnen ook gemakkelijk zowel vooruit als achteruit door hun nauwe gangen lopen.
De naam "veenmol" verwijst naar het veen of de zachte grond waaraan het insect de voorkeur geeft.

## Algemeen
Het voedsel bestaat voor een deel uit plantendelen, vooral wortels en blaadjes, maar er worden ook andere dieren gegeten. Onder andere regenwormen, maar vooral de larven van andere insecten die ook onder de grond leven en meestal aan wortels knagen, zoals de ritnaald. De veenmol is dus zowel een schadelijk als een nuttig insect. Ook is deze soort erg kannibalistisch. De grootste predator van de veenmol is de gewone echte mol.
De veenmol is met een lengte tot 5 centimeter een van de grootste insecten die in West-Europa voorkomt. In Nederland en België is de soort vrij zeldzaam. De veenmol staat als bedreigd op de Vlaamse Rode Lijst (sprinkhanen en krekels), maar niet meer op de Nederlandse Rode Lijst (sprinkhanen en krekels). Bij tuinders is het dier niet geliefd vanwege de schade aan planten. Als dit insect in Nederland voorkomt is het in veenweidegebieden en vochtige duinvalleien. De soort wordt sinds ongeveer 2000 in toenemende mate gezien in duingebieden van Zandvoort tot Castricum. Het verspreidingsgebied van dit insect loopt van Europa tot noordelijk Afrika en westelijk Azië.

## Voortplanting
Over de veenmol is vrij veel bekend, ook over de voortplanting. Het mannetje maakt een holletje en gaat in de ingang daarvan zitten tjirpen op zo'n plaats dat de holte het geluid versterkt. De tjirp is niet luid. De paring vindt plaats in het hol, het vrouwtje legt tot 300 eitjes in een speciale kraamkamer. De moeder verzorgt zowel de eitjes, door ze schoon te houden, als de jongen, door ze te beschermen. Ook wordt het nest voorzien van zijgangen die het water afvoeren. Op de plek direct boven het nest worden alle planten weggeknaagd, zodat het zonlicht niet wordt weggevangen. Na enkele weken verlaten de nimfen het nest, het duurt echter nog minstens anderhalf jaar voor ze volwassen zijn. Ze overwinteren in die tijd meestal twee keer.
Veenmollen kunnen ongeveer twee jaar oud worden.

## Afbeeldingen

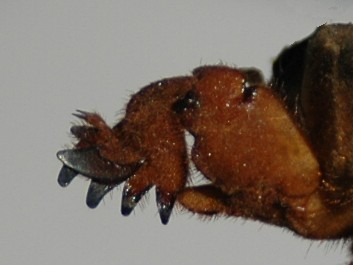
Detail voorpoot.
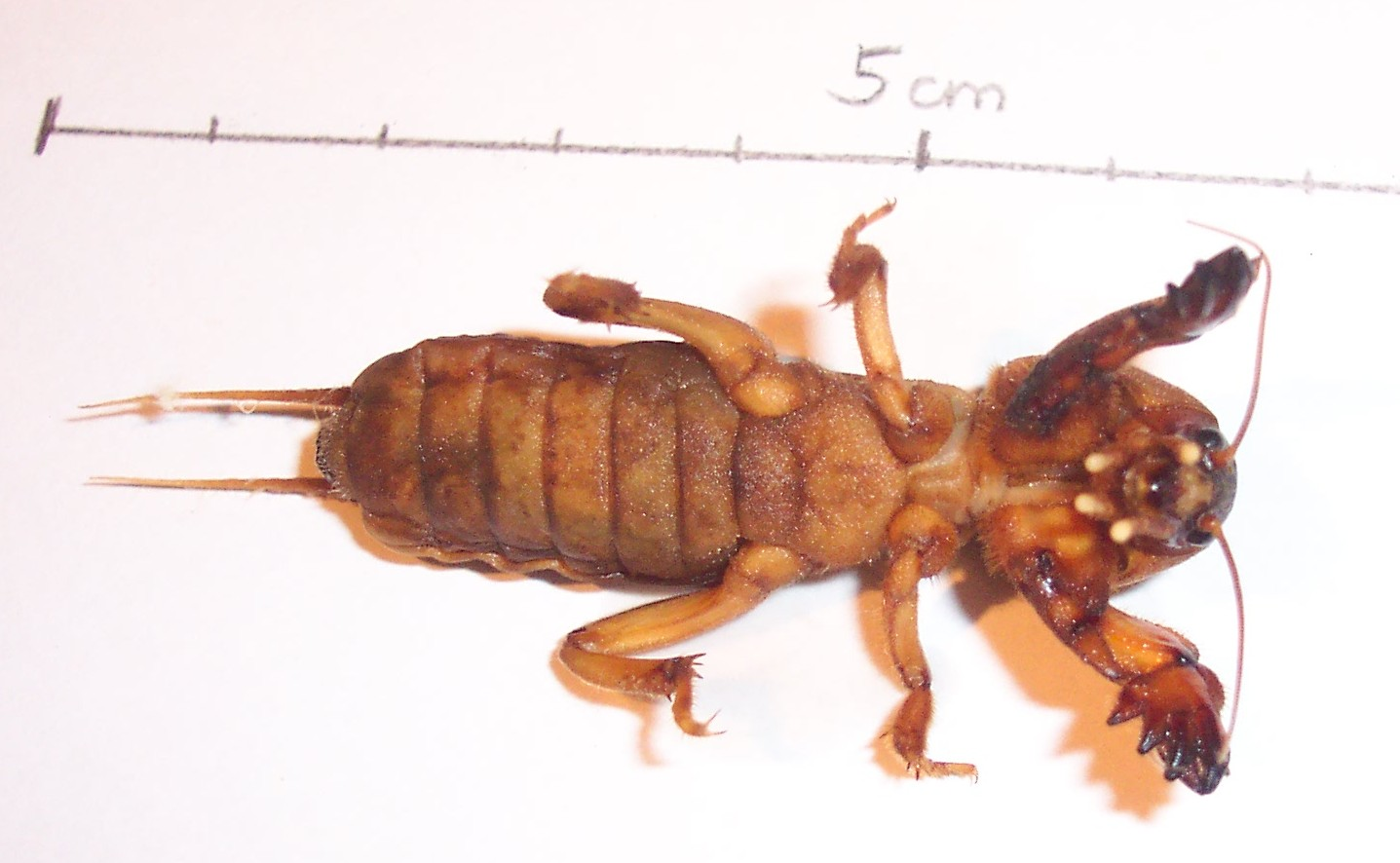
Onderzijde.
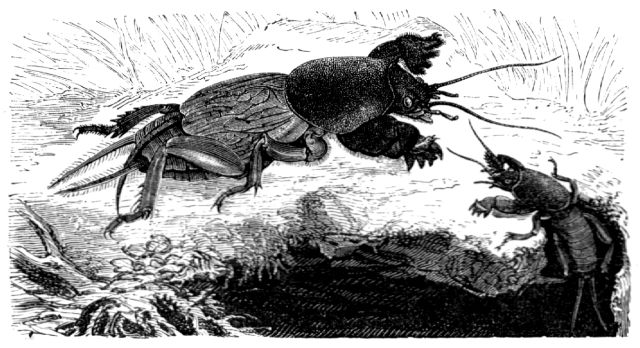
Tekening uit Brehm Tierleben.
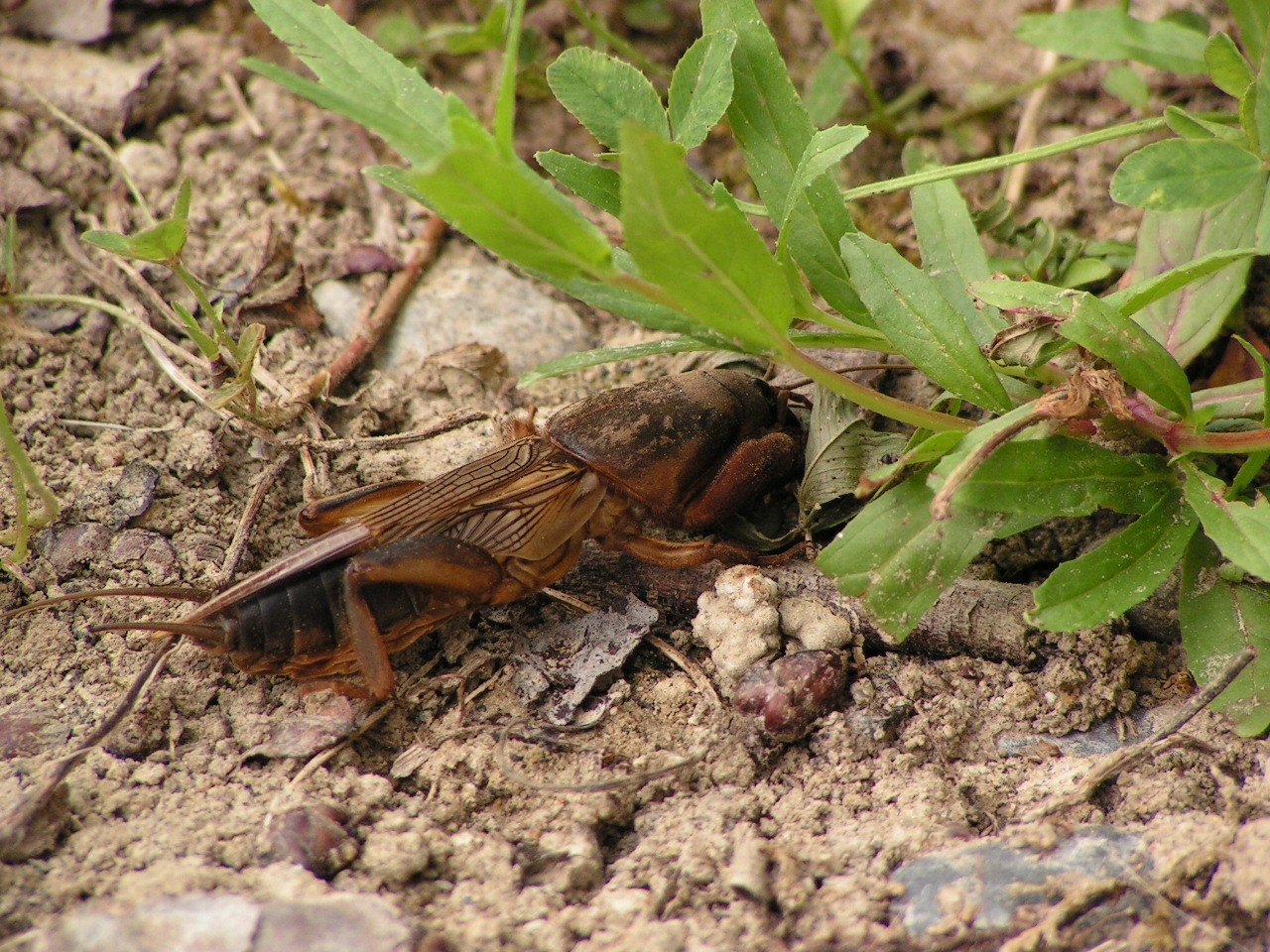
Een exemplaar uit Frankrijk (Courtilière).